# Алексид
Алексид (др.-греч. Ἄλεξις; ок. 375 до н. э., Фурии (ныне Калабрия, Италия) — 275 до н. э.) — древнегреческий поэт, драматург, комедиограф, представитель средней аттической комедии. По позднеантичным свидетельствам написал 245 пьес, главным образом комедий, большей частью сохранившихся лишь в названиях и фрагментах, некоторые из которых сравнительно крупные. Алексид впервые вывел на афинской сцене фигуру парасита, унаследованную от комедии Эпихарма. В комедии «Тарентинцы» Алексид в комическом виде изобразил последователей пифагореизма.

## Биография
Родился приблизительно в 375 год до н. э. в Фуриях (ныне Калабрия, Италия), в раннем возрасте переехал в Афины, где его семья вскоре получила статус граждан.
Согласно Плутарху, он прожил 106 лет и пять месяцев, при жизни пользовался большой известностью и уважением, а умер прямо на сцене, в очередной раз будучи коронован за победу в творческом состязании; согласно византийской энциклопедии Суда, был дядей по отцу драматурга Менандра и написал 245 комедий, из которых до наших дней дошли лишь 130 названий его пьес и 345 отрывков.

## Названия пьес Алексида
- Агонида
- Асклепиоклид
- Виноградарь
- Власть женщин
- Воин
- Волчонок
- Галатея
- Девушка из Милета
- Деметрий
- Дропида
- Изгнанник
- Конь
- Кормчий
- Локры
- Медон
- Милькон
- Минос
- Наследница
- Олинфянки
- Ослепший
- Памфила
- Панкратиаст
- Парасит
- Пифагорействующая
- Плясунья
- Одиссей ткущий
- Семеро против Фив
- Сон
- Тарентинцы
- Упившаяся мандрагорой
- Цирюльник
- Эллинка
- Эретриец
- Эзоп

## Издания фрагментов
- Theodor Kock, Comicorum Atticorum fragmenta, II/1. Leipzig, Teubner, 1884, p. 297-408.
- Rudolf Kassel & Colin Austin, Poetae comici Graeci, vol. II. Berlin, W. de Gruyter, 1991, p. 21-1